# Variété complète
En mathématiques, en particulier en géométrie algébrique, une variété algébrique complète est une variété algébrique X, telle que pour toute variété Y le morphisme de projection
{\displaystyle X\times Y\to Y}
est une application fermée (c'est-à-dire qu'elle envoie les fermés sur des fermés). Cela peut être vu comme un analogue de la compacité en géométrie algébrique : en effet, un espace topologique X est compact si et seulement si l'application de projection ci-dessus est fermée par rapport aux produits topologiques.
L'image d'une variété complète est fermée et c'est une variété complète. Une sous-variété fermée d'une variété complète est complète.
Une variété complexe est complète si et seulement si elle est compacte en tant que variété analytique complexe.
L'exemple le plus courant d'une variété complète est une variété projective, mais il existe des variétés complètes non projectives (en) en dimensions 2 et supérieures. Alors que toute surface non singulière complète est projective, il existe des variétés complètes non singulières en dimension 3 et plus qui ne sont pas projectives. Les premiers exemples de variétés complètes non projectives ont été donnés par Masayoshi Nagata et Heisuke Hironaka. Un espace affine de dimension non nulle n'est pas complet.
Le morphisme qui envoie une variété complète sur un point est un morphisme propre, au sens de la théorie des schémas. Une justification intuitive du terme « complet », au sens de « sans point manquant », peut être donnée sur la base du critère valuatif de propreté, dû à Claude Chevalley.